# Квак Юн Гі
Квак Юн Гі (26 грудня 1989 , Сеул ) — південнокорейський шорт-трекісткіст, срібний призер Олімпійських ігор 2010 та 2022 року, багаторазовий чемпіон світу.

## Олімпійські ігри
| Рік  | Місто                     | 500 метрів | 1000 метрів | 1500 метрів | Е | ЗЕ  |
| ---- | ------------------------- | ---------- | ----------- | ----------- | - | --- |
| 2010 | Ванкувер, Канада          | 4          | —           | —           | 2 | Н/Д |
| 2018 | Пхьончхан, Південна Корея | —          | —           | —           | 4 | Н/Д |
| 2022 | Пекін, Китай              | —          | —           | —           | 2 | —   |